# Campeonato Ecuatoriano de Fútbol 1958
El Campeonato Ecuatoriano de Fútbol 1958 fue la 2.ª edición del Campeonato nacional de fútbol profesional en Ecuador. Este torneo fue cancelado, por lo que no hubo campeón, ni subcampeón sino ha sido declarado desierto.
En 1958 por divergencias entre las dirigencias de a la Asociación de Fútbol del Guayas y la Asociación de Fútbol No Amateur de Pichincha (AFNA) no se disputó el campeonato nacional, quedando únicamente los campeonatos provinciales organizados por cada asociación por 2 años 1958 y 1959 por ende esos dos años se declaró como un torneo no oficial al no participar todos los equipos inscritos como en el campeonato nacional de 1957 y volvería a reanudarse en 1960 como la segunda edición del campeonato nacional del Ecuador.

## Equipos participantes
| Nombre del club                       | Ciudad    | Estadio                                      | Capacidad     | Vía de clasificación                    |
| ------------------------------------- | --------- | -------------------------------------------- | ------------- | --------------------------------------- |
| Club Sport Emelec                     | Guayaquil | George Capwell                               | 11.000        | Subcampeón de la Copa de Guayaquil 1958 |
| Sociedad Deportiva España             | Quito     | El Ejido                                     | 20.000        | Subcampeón de la Copa Interandina 1958  |
| Liga Deportiva Universitaria de Quito | Quito     | El Ejido Universitario César Aníbal Espinoza | 20.000 15.000 | Campeón de la Copa Interandina 1958     |
| Club Sport Patria                     | Guayaquil | George Capwell                               | 11.000        | Campeón de la Copa de Guayaquil 1958    |

## Equipos por ubicación geográfica
| Provincia                      | N.º | Equipos                  |
| ------------------------------ | --- | ------------------------ |
| Guayas                         | 2   | - Emelec - Patria        |
| Bandera de Pichincha Pichincha | 2   | - España - Liga de Quito |

| Emelec Patria Liga de Quito España |